# Melpomene sklenarii
Melpomene sklenarii är en stensöteväxtart som beskrevs av Lehnert. Melpomene sklenarii ingår i släktet Melpomene och familjen Polypodiaceae. Inga underarter finns listade.